# Filetizam
Filetizam (grč. file) teološki je pojam kojim se označava nacionalizam unutar pravoslavne crkve. Filetizam, odnosno vjerski nacionalizam, osuđen je kao moderna crkvena hereza, jer sudbinu kršćanske crkve ne treba miješati sa sudbinom bilo kog posebnog naroda ili rase.

## Povijest
Početkom druge polovine 19. stoljeća Bugari su zatražili uspostavljanje crkvene autokefalnosti. Grčko svećenstvo nije htjelo udovoljiti bugarske zahtjeve. Suočen s rastućim nezadovoljstvom i nemirima u Otomanskom Carstvu, sultan je obnarodio 28. veljače 1870. ferman o osnivanju nezavisnog bugarskog egzarhata, čime je uspostavljena nezavisnost Bugarske crkve i priznata zasebna bugarska narodnost. 11. svibnja 1872. proglašena je autokefalnost Bugarske crkve.
Pravoslavni sabor u Carigradu 10. rujna 1872. godine, sazvan na inicijativu carigradske patrijaršije, osudio je filetizam kao "herezu koja stavlja nacionalnu ideju iznad jedinstva vjere". Teritorijalni je princip osnovni princip za postojanje i osnivanje mjesne Crkve (kanon 2. Drugog Carigradskog Sabora) i kanonska osnova autokefalnosti i autonomije. Zaključci sabora i dalje su na snazi u kanonskom području pravoslavlja.